# Sings the Blues (альбом Рузвельта Сайкса)
Sings the Blues — студійний альбом американського блюзового піаніста і співака Рузвельта Сайкса, випущений у 1962 році лейблом Crown.

## Опис
Цей альбом був записаний на бюджетному лейблі Crown Records. Сесія звукозапису відбулась у квітні-травні 1962 року в Чикаго, Іллінойс. На ній піаніст Рузвельт Сайкс (вокал, фортепіано) грає з такими музикантами, як Сакс Моллард (тенор-саксофон), Лі Джексон (гітара), «Біг» Віллі Діксон (контрабас) і Джамп Джексон (ударні). З давніми друзями Моллардом і Джексоном Сайкс почав виступати ще з 1946 року.
Пісні «Slave for Your Love»/«Gone With the Wind» (1962) і «Wild Side»/«Out On a Limb» (1965) були випущені на синглі на лейблі Kent.
Пізніше альбом був перевиданий на лейблах United (1967, США), Ember (1967, Велика Британія) та Ace (2006).

## Список композицій
1. «Slave for Your Love» (Джо Джосі, Рузвельт Сайкс) — 2:04
2. «Gone With the Wind» (Джо Джосі, Рузвельт Сайкс) — 2:55
3. «Wild Side» (Джо Джосі, Рузвельт Сайкс) — 2:19
4. «Out On a Limb» (Джо Джосі, Рузвельт Сайкс) — 3:15
5. «Honey Child» (Джо Джосі, Рузвельт Сайкс) — 2:24
6. «Never Loved Like This Before» (Джо Джосі, Рузвельт Сайкс) — 2:28
7. «Last Chance» (Джо Джосі, Рузвельт Сайкс) — 2:41
8. «Casual Friend» (Джо Джосі, Рузвельт Сайкс) — 2:28
9. «Your Will Is Mine» (Джо Джосі, Рузвельт Сайкс) — 2:42
10. «Hupe Dupe Do» (Джо Джосі, Рузвельт Сайкс) — 1:51

## Учасники запису
- Рузвельт Сайкс — вокал, фортепіано
- Сакс Моллард — тенор-саксофон
- Лі Джексон — гітара
- «Біг» Віллі Діксон — контрабас
- Джамп Джексон — ударні

Технічний персонал
- Джосі Тоблінг — текст